# マリアーノ・ペルニア
マリアーノ・アンドレス・ペルニア・モリーナ（Mariano Andrés Pernía Molina, 1977年5月4日 - ）はアルゼンチン出身の元サッカー選手。ポジションはディフェンダー。2006年4月末にスペインに帰化。「ペルニーア」と表記されることもある。

## 経歴
2003年にレクレアティボ・ウェルバに移籍し、レギュラーとして19試合に出場したが、チームはセグンダ・ディビシオンに降格した。降格後もペルニアはチームに残り、2003-04シーズンは40試合に出場した。2004-05シーズン、ヘタフェCFに移籍し、2シーズン続けて36試合に出場した。サイドバックながら、2005-06シーズンは10得点を記録した。ヘタフェでの活躍、そして帰化の意思を表明したことで、2006 FIFAワールドカップのスペイン代表メンバー入りが噂された。当初はメンバー落ちしたが、アシエル・デル・オルノの負傷により代わって登録され、レギュラーに名を連ねた。なお彼の代表落ちと緊急招集の際にはスペイン国内では様々な意見があった。
2006年、アトレティコ・マドリードに移籍、4年契約を結んだ。2009年7月、アルゼンチンに帰国中に交通事故に巻き込まれ、鎖骨を骨折するとともに左肺を損傷した。娘と甥も車に同乗していたが、怪我はなかった。
2010年7月、アトレティコとの契約が満了し、ウルグアイのナシオナル・モンテビデオに移籍した。

## 家族
1970年代にボカ・ジュニアーズなどで活躍したビセンテ・ペルニアはマリアーノの父親である。マリアーノには4人の兄弟がいるが、一番上の兄ガストンはアメリカのオーランド・シャークスでプレーするインドア･サッカー選手である。レオネル・アドリアンもまたインドア･サッカー選手であり、シカゴ・ストームでプレーする。

## 所属クラブ
- CAインデペンディエンテ 2000-2003
- レクレアティボ・ウェルバ 2003-2004
- ヘタフェCF 2004-2006
- アトレティコ・マドリード 2006-2010
- ナシオナル・モンテビデオ 2010
- CAティグレ 2011-2012

## 代表歴

### 出場大会
- スペイン代表
  - 2006 FIFAワールドカップ

### 試合数
- 国際Aマッチ 11試合 1得点（2006年-2007年）[2]

| スペイン代表 | 国際Aマッチ | 国際Aマッチ |
| 年           | 出場        | 得点        |
| ------------ | ----------- | ----------- |
| 2006         | 6           | 1           |
| 2007         | 5           | 0           |
| 通算         | 11          | 1           |

## タイトル
クラブ
- アトレティコ・マドリード
  - UEFAヨーロッパリーグ: 2009-2010